# Peter Szabó (Eishockeyspieler)
Peter Szabó (* 22. März 1981 in Nitra, Tschechoslowakei) ist ein slowakischer Eishockeyspieler, der seit 2011 bei den Ours de Villard-de-Lans in der französischen Ligue Magnus unter Vertrag steht.

## Karriere
Peter Szabó begann seine Karriere als Eishockeyspieler in seiner Heimatstadt beim MHC Nitra, für den er ab 1995 in der Nachwuchsmannschaft spielte. Ab 1998 stand er auch im Seniorenbereich für die Profimannschaft auf dem Eis, für die er bis 2000 aktiv war. Nach einer Saison bei den Danville Wings aus der North American Hockey League spielte Szabó von 2001 bis 2005 insgesamt vier Jahre lang für die Eishockeymannschaft der St. Cloud State University in der National Collegiate Athletic Association. Nachdem der Angreifer die Saison 2005/06 im Kader der Motor City Mechanics aus der United Hockey League verbracht hatte, lief er in der folgenden Spielzeit für die South Carolina Stingrays aus der ECHL auf.
Im Sommer 2007 kehrte Szabó nach Europa zurück und unterschrieb einen Vertrag bei den Lausitzer Füchsen aus der 2. Eishockey-Bundesliga. In der Saison 2008/09 stand er bei deren Ligarivalen, den Landshut Cannibals, unter Vertrag, bevor er im November 2009 vom HKm Zvolen verpflichtet wurde. Die Saison 2010/11 begann er erneut bei den Lausitzer Füchsen in der 2. Bundesliga und beendete sie beim Asplöven HC in der Division 1, der dritten schwedischen Spielklasse. Zur Saison 2011/12 wurde er von den Ours de Villard-de-Lans aus der französischen Ligue Magnus verpflichtet. 

### International
Für die Slowakei nahm Szabó an der U18-Junioren-Weltmeisterschaft 1999 sowie der U20-Junioren-Weltmeisterschaft 2001 teil. Dabei konnte er 1999 die Bronzemedaille erringen.

## Erfolge und Auszeichnungen
- 1999 Bronzemedaille bei der U18-Junioren-Weltmeisterschaft

## 2. Bundesliga-Statistik
(Stand: Ende der Saison 2010/11)